# 채식 생태여성주의

## 목차
채식 생태여성주의는 비인간 동물에 대한 인간의 착취에 중점을 두어, 모든 종류의 억압은 서로 연결되어 있고 이를 근절해야 한다고 주장하는 실천적, 학문적 운동을 말한다. 상호교차성이라는 여성주의적 관점은 성 차별, 인종 차별, 계급 차별 등 모든 종류의 인간적 억압은 상호 연관되어 있다는 인식을 환기시켰다. 채식 생태여성주의는 환경에 대한 착취뿐 아니라, 동시에 비인간 동물에 대한 인간의 착취를 지적한다. 채식 생태여성주의는 착취 대상에 대한 착취자의 억압에 자연에 대한 인간의 착취를 포함시켜야 한다고 주장하는 생태여성주의의 학문적, 철학적 하위 분야이다. 여성에 대한 착취가 자연에 대한 착취와 연결되어 있고, 양자 모두 억압의 해소를 위해 근절되어야 한다는 것이 생태여성주의의 주요 주제 중 하나이다.
채식 생태여성주의는 비인간 동물을 착취하고 죽이는 방식에 대한 관심을 환기시키고, 비인간 동물에 대한 억압이 인간 사이의 억압과 연결됐다고 믿는다는 점에서 생태여성주의를 확장한다고 볼 수 있다. 종 차별은 채식 생태여성주의가 일반적인 생태여성주의와 구별되는 핵심 개념이다. 종 차별은 비인간 동물 사이의 계층을 인간 계층과 연결시킨다. 채식 환경생태주의가 비인간 동물에 대한 억압을 다른 종류의 억압, 특히 여성에 대한 억압과 연결짓는데 주목한다는 점에서 채식 생태여성주의와 생태여성주의를 구별하는 것이 중요하다.

## 같이 보기
- 동물권

## 참조
1. ↑  Lois Ann Lorentzen, University of San Francisco, and Heather Eaton, Saint Paul University (2002)
2. 1 2  Gaard, Greta. “Vegetarian Ecofeminism: A Review Essay.” Frontiers: A Journal of Women Studies. ( 2002): 117-146. Web. 2 October 2015
3. 1 2  Adams, Carol. “Ecofeminism and the Eating of Animals.” Hypatia. (1991): 125-145. Web. 2 October 2015.
4. ↑  Wyckoff, Jason (2014년 9월 1일). “Linking Sexism and Speciesism”. 《Hypatia》. 2020년 1월 27일에 원본 문서에서 보존된 문서.